# متغیر دلتا سپری

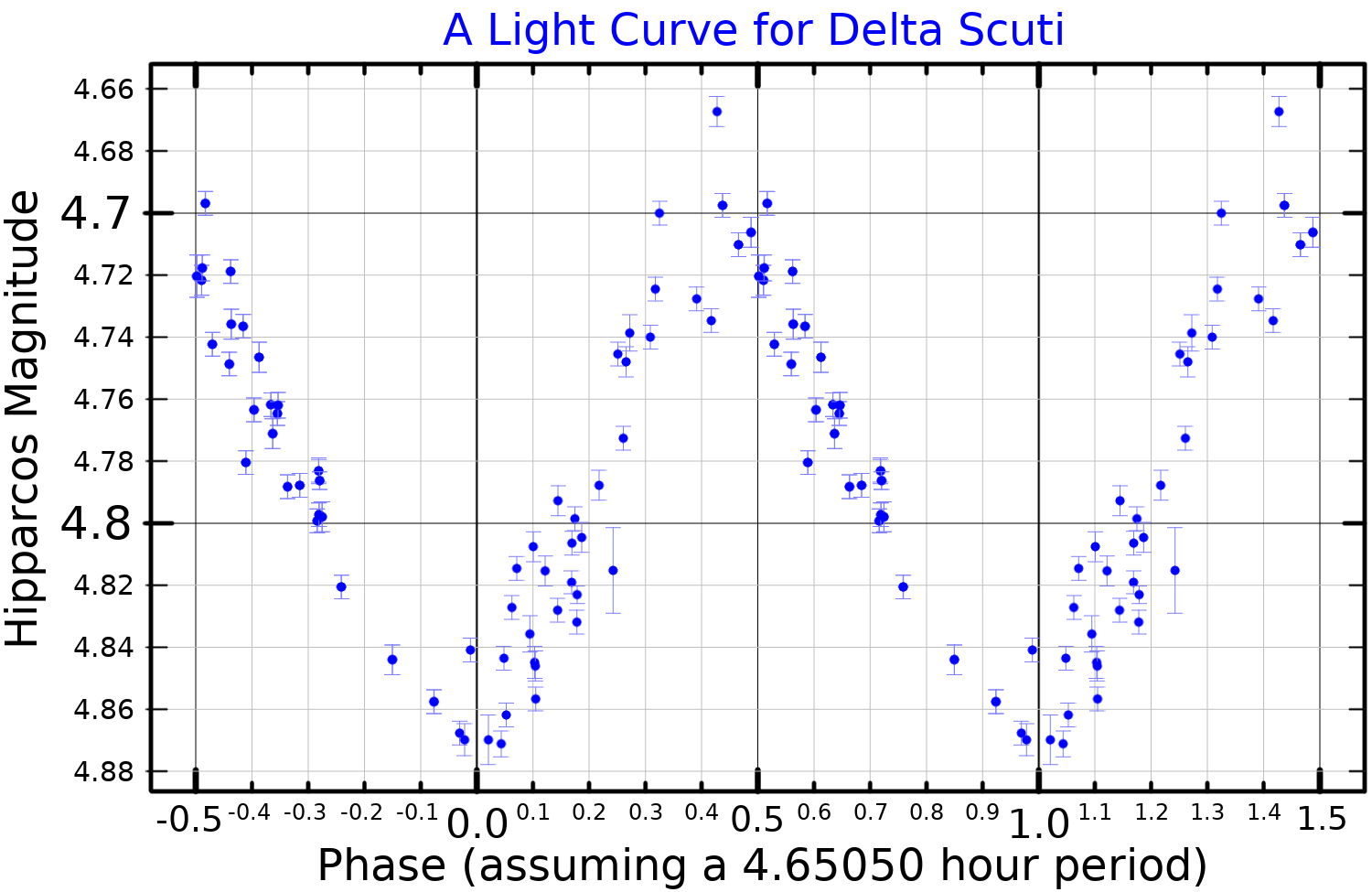
نمایی از منحنی نور «متغیر دلتا سپری»، ترسیم‌شده از داده‌های ماهواره هیپارکوس

متغیر دلتا سپری (گاهی: کوتوله قیفاووسی) یک ستاره متغیر است که تغییرات در درخشش آن به خاطر ضربان شعاعی و غیر شعاعی سطح ستاره است. این متغیرها شمع‌های استاندارد هستند و از آنها برای اندازه‌گیری فاصله با ابر ماژالانی بزرگ، خوشه‌های باز، و خوشه‌های کروی و مرکز کهکشانی استفاده شده‌است متغیرهای از یک رابطه بین دوره تناوب و قدر مطلقشان پیروی می‌کنند و به همین دلیل یک شمع استاندارد مانند متغیر دلتا قیفاووسی هستند. متغیرهای اس‌ایکس ققنوسی به‌طور کلی به عنوان یک زیرگروه از متغیرهای دلتا سپری هستند که شامل ستاره‌های پیرند و می‌توان در خوشه‌های کروی آنها را پیدا کرد. متغیرهای اس‌ایکس ققنوسی‌ها نیز بین دوره تناوب و درخشندگیشان رابطه دارند.

## نمونه
| نام             | صورت فلکی | کشف | قدر ظاهری (حداکثر) | قدر ظاهری (حداقل) | طیف وسیعی از قدر | دوره   | نوع طیفی | یادداشت   |
| --------------- | --------- | --- | ------------------ | ----------------- | ---------------- | ------ | -------- | --------- |
| گاما گاوران     | گاوران    |     | 3m.02              | 3m.07             | ۰٫۰۵             | ۶٫۹۶ h | A7III    |           |
| اپسیلون قیفاووس | قیفاووس   |     | 4m.15              | 4m.21             | ۰٫۰۶             | ۰٫۹۸ h | F0IV     |           |
| دلتا سپر        | سپر       |     | 4m.6               | 4m.79             | ۰٫۱۹             | ۴٫۶۵ h | F2 IIIp  | prototype |